# Єльнинсько-Дорогобузька операція
Є́льнинсько-Дорогобу́зька операція є наступальною операцією радянських військ влітку-восени 1943 року під час проведення Смоленської операції силами Західного фронту. Операція здійснювалася з метою знищення німецького угрупування в Єльні та продовження наступу на Смоленськ, є складовою частиною Смоленської операції.

## Обставини, що передували, та планування
Після завершення успішного наступу в другій половині серпня 1943 року Брянського та Центрального фронтів Західний фронт, яким командував генерал Василь Соколовський, зосереджує планування головних ударів у напрямку Смоленська.
Радянським військам протистояли німецькі 4-та і 9-та армії групи армій «Центр» — загалом 25 дивізій, серед них 5 танкових та моторизованих.
Згідно з задумом командування Західного фронту головний удар передбачалося завдати силами 10-ї гвардійської (генерал Трубников Кузьма Петрович), 21-ї (генерал Крилов Микола Іванович), 33-ї армій (генерал Гордов Василь Миколайович), 5-го механізованого та 6-го гвардійського кавалерійського корпусів (генерал Соколов Сергій Володимирович), 2-го танкового корпусу (генерал Бурдейний Олексій Семенович) та 1-ї повітряної армії в напрямку на Єльню задля здобуття міста.
За даними радянського командування, на час початку операції перевага радянських сил становила в піхоті 1,5 раза, танках — 2, артилерії — 4–5 разів.

## Бойові дії та наслідки
28 серпня після півторагодинної артилерійської підготовки радянське ударне угрупування прориває німецьку оборону на фронті в 25 км та вклинюється вглиб на 6-8 км. На один кілометр наступу було зосереджено радянських 150—160 гармат і мінометів за підтримки авіації. Того ж дня в утворений прорив вводиться 5-й механізований корпус. У боях 29 серпня прорив розширено до 30 км по фронту та вглиб 15-25 км. В утворений виступ того ж дня вводиться 6-й кавалерійський корпус, 30 серпня — 2-й гвардійський танковий корпус.
Німецьке командування намагалося зменшити прорив та ліквідувати його, в постійних контратаках брало участь до 70-100 танків. Запеклі бої точилися за Єльню, яку радянські війська зайняли 30 серпня. 31 серпня в наступ переходять підрозділи 5-ї армії, згідно з радянськими повідомленнями, німців вибито з 7 ґрунтових доріг, зайнято районний центр Сафоново, нацисти займають оборону по річках Угра та Угричка. 1 вересня радянські сили займають Дорогобуж. Наступ сил фронту розгорнувся на 150-км відтинку. За Сафоново ще кілька днів тривали бої.
Після цього німецьке командування перекидає з резерву піхотну дивізію та бригаду СС, котрі зайняли заздалегідь обладнані оборонні рубежі по берегах річок Десна та Устром. Після цього війська Західного фронту знову змушені переходити до оборони.
Наслідками проведення Єльнинсько-Дорогобузької операції стало руйнування німецького угрупування, що протистояло Західному фронту, радянські сили просунулися вглиб німецької оборони на 35-40 км, було звільнено близько тисячі населених пунктів. Цим було полегшено дії радянських військ під час битви за Дніпро — велика кількість німецьких частин була скована на оборонній лінії.

## Відзнаки
Шести частинам та з'єднанням, що найбільше відзначилися, присвоєно почесні найменування Єльнинських:
- 29-та гвардійська стрілецька дивізія;
- 76-та стрілецька дивізія;
- 25-та гвардійська танкова бригада;
- 26-та гвардійська танкова бригада;
- 23-тя гвардійська окрема танкова бригада;
- 119-й окремий танковий полк.